# 13-й белорусский полицейский батальон СД
13-й Белорусский полицейский батальон при СД (нем. Weissruthenische-Polizei der SD-Bataillon № 13) — белорусское коллаборационистское подразделение вспомогательной полиции в ходе Второй мировой войны. Сами же белорусы обычно называли его батальоном СС. Так же он иногда назывался 1-м белорусским. Батальон состоял в основном из белорусских добровольцев. Эта боевая единица считается одной из самых боеспособных (среди белорусских). Одно из лучших белорусских коллаборационистских формирований.
Личный состав батальона был хорошо вооружен и материально всем обеспечен. С солдатами и командованием велись интенсивные занятия по боевой подготовке. Так же в батальоне была хорошо устроена культурно-массовая работа (концерты, театральные вечера, просмотр кинолент и т. д.)

## Предпосылки
По воспоминаниям Франца Кушеля, в декабре к нему явился руководитель политического отдела СД в Минске гауптштурмфюрер СС Шлегель и предложил создать белорусский батальон СД:
Я хотел, что бы при СД в Минске был организован белорусский военный отдел в силе батальона, который бы после обучения нёс охранную службу в Минске и кроме того, мог быть применён для борьбы с партизанщиной. Или вы не могли бы взять на себя организацию этого батальона?

На что Кушель ответил, что подумает. Позже он посоветовался у покровителя председателя Белорусской народной самопомощи Валькевича, председателя Минского окружного руководства Самопомощи Юлиана Саковича и других. Было решено письменно представить Шлегелю условия, на которых должен организовываться белорусский батальон. Эти условия были обработаны Кушелем и представлены совместно с Саковичем Шлегелю. В декабре 1942 года между начальником полиции безопасности и СД Генерального округа Белоруссия оберштурмбанфюрером СС Эдуардом Штраухом и руководством БНС было подписано соглашение о создании отдельного батальона СД, в задачи которого входила бы исключительно борьба с партизанами. После ряда встреч его было решено организовать при соблюдении следующих условий:
● Командиром батальона должен быть немец, а все остальные командные должности должны занимать белорусы.
- Командным и служебным языком в батальоне должен быть белорусский язык.
- Кандидатов на командные должности представляет главный референт БНС по военным вопросам.
- За моральным состоянием личного состава батальона наблюдает чиновник, специального назначенный для этого руководством БНС. Он же отвечает и за пропаганду в батальоне.
- Вооружение, обмундирование и снабжение в батальоне — немецкое и по немецким нормам.
- Знаки различия на мундирах должны быть белорусскими: в качестве кокард «Погоня», а на левом рукаве — бело-красно-белый национальный щиток.
- Батальон должен быть использован только на территории Белоруссии и только «против врагов белорусского народа — советских партизан».

## Формирование батальона
На следующий день после совещания, в конце декабря 1942 года, главный военный референт БНС Франц Кушель выехал в округа. В ходе поездки он провел ряд встреч с окружными руководителями БНС, на которых обсудил вопросы, связанные с набором добровольцев в батальон. В начале февраля 1943 года из округов стали прибывать первые добровольцы, которых сразу же отправляли на переподготовку. В результате в первой половине марта 1943 года батальон был уже сформирован и имел следующую структуру:
- 1-я рота (командир — старший лейтенант Иван Орсич) — 200 человек;
- 2-я рота (командир —старший лейтенант Мазур) — 200 человек.

Когда батальон был окончательно организован, то в нём ввели должность пропагандиста. По предложению Кушеля им стал лейтенант Виктор Чеботаревич.
Осенью 1943 года батальон пополнили ротой, созданной при отделении СД в Вилейке. Командиром этой роты был назначен лейтенант Аркадий Кочан. Кроме того, из Глубокого прибыло около 150 человек во главе с лейтенантом Якубенком. Позднее батальон пополнился ещё некоторыми подразделениями, созданными при отделениях СД в других районах «Генерального округа Белоруссия». Таким образом, батальон был развёрнут в сильное воинское формирование, в рядах которого насчитывалось около 1000 добровольцев. После этого он получил порядковый номер «13» и стал официально именоваться 13-й Белорусский полицейский батальон при СД (Weissruthenische-Polizei (SD)-Bataillon № 13). Немецким командиром батальона назначили офицера из аппарата Штрауха — штурмбаннфюрера СС Юнкера.
Личный состав батальона был очень хорошо обмундирован, вооружен и находился на полном материальном довольствии. Подготовка бойцов и командиров проходила на очень высоком уровне. По словам Франца Кушеля, «это было образцовое воинское формирование — любимец белорусской общественности».

## Путь батальона
В мае 1943 года батальон впервые был использован в антипартизанской операции в районе Минска. В ходе неё как командиры, так и бойцы показали себя с наилучшей стороны. Немецкий командир батальона, после того как они через несколько дней вернулись в Минск, очень хвалил белорусских солдат и офицеров. Во время этой операции было убито несколько десятков бойцов батальона. В Минске им устроили торжественные похороны при участии белорусской общественности и представителей немецких властей.
Всё лето 1943 года батальон провёл в антипартизанских операциях в Минском округе. Однако уже осенью он был переведён в Вилейку. Здесь, после небольшого отдыха, батальон был разбит на небольшие группы, по численности не больше взвода, что бы вновь использоваться в боях. Большая часть этих групп осталась в Вилейке, тогда как остальные были распределены по окружным отделениям СД, где несли охранную службу. Командиром одного такого взвода в Лиде, был лейтенант Иван Мелешко.
В январе 1944 года фюрер СС и полиции округа «Лида» решил провести операцию против местных партизан. С этой целью он создал боевую группу, в которую, помимо взвода Мелешко, вошли другие формирования с более низкими боевыми качествами. В целом в операции должны были участвовать:
- взвод 13-го Белорусского полицейского батальона при СД;
- рота военно-строительной организации Тодта (Todt Organisation);
- отряд местной вспомогательной полиции
- сводный отряд служащих окружного комиссариата.

Командиром этой, на первый взгляд, довольно внушительной группы, был назначен лейтенант Мелешко. Кроме того, в 10 км от Лиды стояла немецкая пехотная рота, которая так же должна была принимать участие в операции. При этом инициатор акции − фюрер СС и полиции − не известил немецкого командира, с какого направление прибудет группа Мелешко. В результате тот получил от своего дозора донесение, что к району их расположения приближается подозрительный отряд. Когда командир посмотрел в бинокль, то увидел вооруженных людей в разной униформе. Солдаты организации Тодта носили мундиры по цвету похожие на польское обмундирование. А так как под Лидой действовало много польских партизан, то не удивительно, что командир немецкой роты приказал открыть огонь. Во главе отряда шёл лейтенант Мелешко, и он же первым был тяжело ранен. Солдат, который бросился на помощь своему командиру, был сразу же убит. Недоразумение быстро выяснилось, однако Мелешко тут же на месте скончался от ран.

### Конфликт с немцами
Офицеры и солдаты батальона, так же не смогли избежать конфликтов с немецким кадровым персоналом. Причин для таких конфликтов было, главным образом, три. Во-первых, немецкое руководство направило в каждую роту батальона немецких унтер-офицеров, которые назывались шефами рот и формально являлись инструкторами. Однако вместо инструктажа эти унтер-офицеры стали вмешиваться в обязанности командиров рот и взводов. Естественно, белорусские офицеры не хотели отказываться от своих прав и привилегий в пользу немецких унтер-офицеров. Командир же батальона ― немец ― всегда принимал сторону своих соотечественников и налагал взыскания на офицеров-белорусов, даже если они были правы.
Во-вторых, на всех хозяйственных должностях в батальоне находились немецкие унтер-офицер, которые обворовывали белорусских солдат. Доходило до того, что сам главный референт БНС по военным вопросам Франц Кушель несколько раз наблюдал такие случаи. По этой причине командин батальона так же имел частые столкновения с белорусскими офицерами, наиболее неуступчивым из которых был командир 2-й роты лейтенант Мазур — человек очень амбициозный и импульсивный. В конце концов, дело закончилось тем, что Мазур исчез при загадочных обстоятельствах. Среди его сослуживцев ходили слухи, что его расстреляла СД.
В-третьих, командир батальона очень тенденциозно оценивал боевые заслуги белорусских офицеров, тем самым противопоставляя их немецким унтер-офицерам. В результате такое отношение привело к открытому бунту, который случился при следующих обстоятельствах. Начальник Вилейского СД оберштурмфюрер СС Рудольф Граве наехал на мину и был убит. На похороны Граве была прислана рота 13-го батальона. Командир роты лейтенант Антон Бандык построил её и, когда пришел командир батальона, сделал ему рапорт. Однако командир батальона приказал Бандыку встать в строй, а командование ротой передать немецкому унтер-офицеру. Лейтенант в строй не встал. Видя это, другие офицеры-белорусы — командиры взводов — так же вышли из строя и присоединились к Бандыку. Этот поступок лейтенанта-белоруса и его офицеров командир батальона посчитал открытым бунтом и, пригрозив им полевым судом, написал соответствующее донесение начальнику полиции безопасности и СД оберштурмбаннфюреру СС Эдуарду Штрауху. В результате только благодаря вмешательству президента БЦР Радослава Островского и Франца Кушеля инцидент удалось замять, и он закончился безвредным для белорусов результатом.

### Эвакуация
В конце июня 1944 года началось отступление немецких войск из Белоруссии, и 13-й батальон получил приказ отходить из Вилейки на Запад. По дороге к нему присоединялись подразделения, которые ранее были отделены и несли службу в других округах.

#### Разногласия в пути
В это время отношения между командиром батальона и офицерами-белорусами становились всё хуже и хуже и, в конце концов, стали невыносимыми. Немецкие офицеры были полными хозяевами положения во всех подразделениях. Это привело к тому, что, находясь в Августове, лейтенант Антон Бандык поднял свою роту (150 человек) по тревоге и отказался подчиняться немцам. Видя это, к мятежникам присоединились лейтенанты Иваницкий, Дрозд и Мохарт и, отделившись от батальона, ушли в лес.

#### Расправа немцев
Дрозд и Мохарт, однако передумали и на следующий день вернулись. Выйдя из леса, они присоединились к колонне беженцев, в которой находился отец лейтенанта Мохарта. Здесь их и нашёл патруль (два немецких офицера и белорусский унтер-офицер), которые были посланы для поимки дезертиров. Не будет преувеличением сказать, что после этого судьба двух молодых лейтенантов, которые были настолько беспечны, что даже не сняли военную форму, была предрешена. Они были арестованы и расстреляны на следующий день белорусским унтер-офицером, который, чтобы выслужиться перед немцами, исполнил роль палача. Кроме Мохарта и Дрозда, в руки к немцам попало ещё несколько унтер-офицеров и рядовых, которые отстали от мятежников. С ними немцы расправились на месте.
После этого инцидента командир батальона отстранил от исполнения своих обязанностей всех белорусских офицеров и отдал им последний приказ: следовать в распоряжение командования РОА. Получив железнодорожные билеты, большинство так и сделало. Только трое из них — лейтенанты Сасукевич, Кушнирович и Клинцевич — вместо частей РОА приехали в Берлин, где поступили в распоряжение БЦР и были зачислены в 1-й Кадровый батальон БКО. Они-то и рассказали Францу Кушелю о тех событиях, которые произошли в Августове во время отступления.

### Германия
В октябре 1944 года по словам Франца Кушеля, в батальоне оставалось около 600 человек. Однако немецкое командование вновь решило разделить его на роты и рассредоточить по всей Германии, в результате чего:
- одна рота (85 человек) оказалась в Лебрехсдорфе;
- одна рота (89 человек) оказалась в Нихачеве;
- две роты (260 человек) оказались в Лесляу;
- одна рота (112 человек) оказались в Триесте (?)
- один взвод (21 человек) оказался в Берлине

Позднее, в декабре 1944 — январе 1945 года, эти подразделения батальона были включены в состав 1-й Белорусской гренадёрской бригады войск СС.

### Дания
По словам белорусского историка Андрея Котлерчука, в Дании в марте-апреле 1945 года, находилось около 150 солдат 13-го батальона СД, но точно неизвестно, что они там делали, вероятно, что-то охраняли.

## Преступления

### Колдычевский концентрационный лагерь
Летом 1943 года, подразделения батальона были распределены по окружным отделениям СД, где они выполняли охранные функции. В частности, одно из подразделений батальона занималось охраной концентрационного лагеря в Колдычево (в 20 км от города Барановичи). За время существования лагеря сотрудники белорусского СД и их немецкие коллеги казнили в Колдычево и его окрестностях (деревня Арабовщина, урочище Лозы, хутор Нечехи) около 22 тысяч человек.

### Глубокское гетто
Как свидетельствовал бывший солдат батальона Франц Тирах, в августе 1943 года 3-я рота выехала в местечко Глубокое. Когда рота приехала, гетто уже было окружено немцами и полицией. На следующий день по приезде утром, начался обстрел всего района гетто из винтовок, пулемётов и пушек. В обстреле участвовали и танки, которые там тоже находились. Одновременно помещение, куда было согнано всё еврейское население, было подожжено. Как утверждал сам Тирах, он был вооружён винтовкой со 120 патронами, из которых почти все отстрелял. Утверждается, что во время акции по уничтожению гетто, каждый её участник потратил 120 патронов. Таким образом, 20 августа 1943 года было уничтожено Глубокское гетто.

### Минское гетто
Поздней весной 1943 года белорусы, которые служили в 13-м батальоне участвовали в истреблении евреев из Минского гетто, где они действовали вместе со стрелковой командой (15 человек) из 26-го полка полиции порядка.
Из допросов стало известно об участии 30 белорусских солдат из 5-й роты. Из допроса командира роты, его солдаты в расстреле не участвовали, они только подвозили к месту, однако всё происходило на их глазах, а самим убийством занимались немцы и венгры.

Денисов, один из тех солдат, говорил на допросе об убийствах (показания июль-август 1986)
Таким образом, за один день, сделав три рейса в гетто, Войтов, Котович, Милянцев, Борщевский и другие полицейские нашей роты, истребили и расстреляли не менее 180 евреев.
По словам Ходасевича, другого участника преступления (показания июль-август 1986)
В течение двух-трёх недель полицейскими 5-й роты 13-го белорусского батальона СД ежедневно на лесной поляне в Тростенце расстреливали не менее 15 человек.
 Согласно словам солдата 3-й рота батальона Владимира Лонскага, евреев конвоировали в Тростенец в течение недели, и во время этой операции было убито до 500 человек. Согласно словам Ходасевича, этим занимались на протяжении 2-3 недель без перерывов. Также на допросах, бойцы роты утверждали, что убивали через страх беспорядка.

#### Наказание
В 1986 году управление КГБ по Витебской области нашли двух участников преступления, которым присудили высшую меру наказания.

## Офицерский состав
| Должность                | Звание            | Имя офицера        | |
| ------------------------ | ----------------- | ------------------ | --- |
| Офицер пропаганды        | Лейтенант         | Виктор Чеботаревич | В 1944 г. стал начальником офицерской школы БКА в Минске                                                                 |
| Командир 1-й роты        | Старший лейтенант | Иван Орсич         | Расстрелян немцами в 1944 году                                                                                           |
| Командир 2-й роты        | Старший лейтенант | Мазур              | В 1944 г. погиб из-за несчастного случая                                                                                 |
| Командир 3-й роты        | Лейтенант         | Аркадий Кочан      | — |
| Командир 4-й роты        | Лейтенант         | Антон Бадык        | В июле 1944 г. он и его рота перешли на сторону Армии Крайовой в районе Августова (Польша). Дальнейшая судьба неизвестна |
| Другие офицеры батальона | Лейтенант         | Иван Мелешко       | Погиб в 1944 г. в районе Лиды                                                                                            |
| Другие офицеры батальона | Лейтенант         | Дрозд              | Расстрелян немцами в июле 1944 г.                                                                                        |
| Другие офицеры батальона | Лейтенант         | Мохарт             | Расстрелян немцами в июле 1944 г.                                                                                        |
| Другие офицеры батальона | Лейтенант         | Калька             | — |
| Другие офицеры батальона | Лейтенант         | Иваницкий          | — |

Осенью 1943 года Сергей Бобко стал командиром 7-й роты

## Внешний вид
По распоряжению Франца Кушеля, солдаты носили бело-красно-белый флажок на левом рукаве и в качестве кокарды Погоня. Но также батальон использовал символику СС на шлемах, в том числе и Адамову голову, что видно на снимках. Солдаты носили нарукавные шевроны из трёх вертикальных или диагональных лент белого, красного и белого цветов.
Для экипировки полицейских использовались серые кителя частей усиления СС модели 1937 года, общих СС модели 1938 года, позже серо-зелёные кителя войск СС. Каски использовались с эмблемой свастики на левой стороне, либо же с изображением рун СС на правой стороне. Снаряжение, оружие использовались как немецкое, польское, так и советское (например винтовка Мосина). Ремни носились советские или немецкие с пряжками СС. С 20 июня 1944 года официально белорусам при СД было разрешено использовать кителя войск СС с петлицами СД и погонами СС.